# Оскар Ляйснер
Оскар Франц Ксавер Ляйснер (нім. Oskar Franz Xaver Leisner; 2 серпня 1881, Відень — 3 грудня 1958, Брегенц) — австро-угорський, австрійський і німецький військовий медик, генерал-майор медичної служби австрійської армії (26 червня 1937) і вермахту (1 квітня 1939).

## Сім'я
Син військового медика на пенсії Юліуса Ляйснера і його дружини Людмили, уродженої Гауер.
16 березня 1912 року одружився у Відні з Теєю Вайнгартен (нар. 21 травня 1886, Штаніслау). 2 лютого 1940 року пара розлучилась. 17 листопада 1948 року вдруге одружився у Відні з Анною Шольц.

## Нагороди
- Бронзова медаль «За військові заслуги» (Австро-Угорщина) з мечами
- Золотий хрест «За цивільні заслуги» (Австро-Угорщина) з короною
- Орден Франца Йосифа, лицарський хрест з військовою відзнакою і мечами
- Військовий Хрест Карла
- Пам'ятна військова медаль (Австрія) з мечами
- Золотий почесний знак «За заслуги перед Австрійською Республікою»
- Почесний хрест ветерана війни з мечами
- Медаль «За вислугу років у Вермахті» 4-го, 3-го, 2-го і 1-го класу (25 років)